# Tienda del cerebelo
La tienda del cerebelo, tentorium cerebelli o cerebellar tentorium es una extensión de la duramadre que separa el cerebelo de la porción inferior del lóbulo occipital del cerebro.

## Anatomía

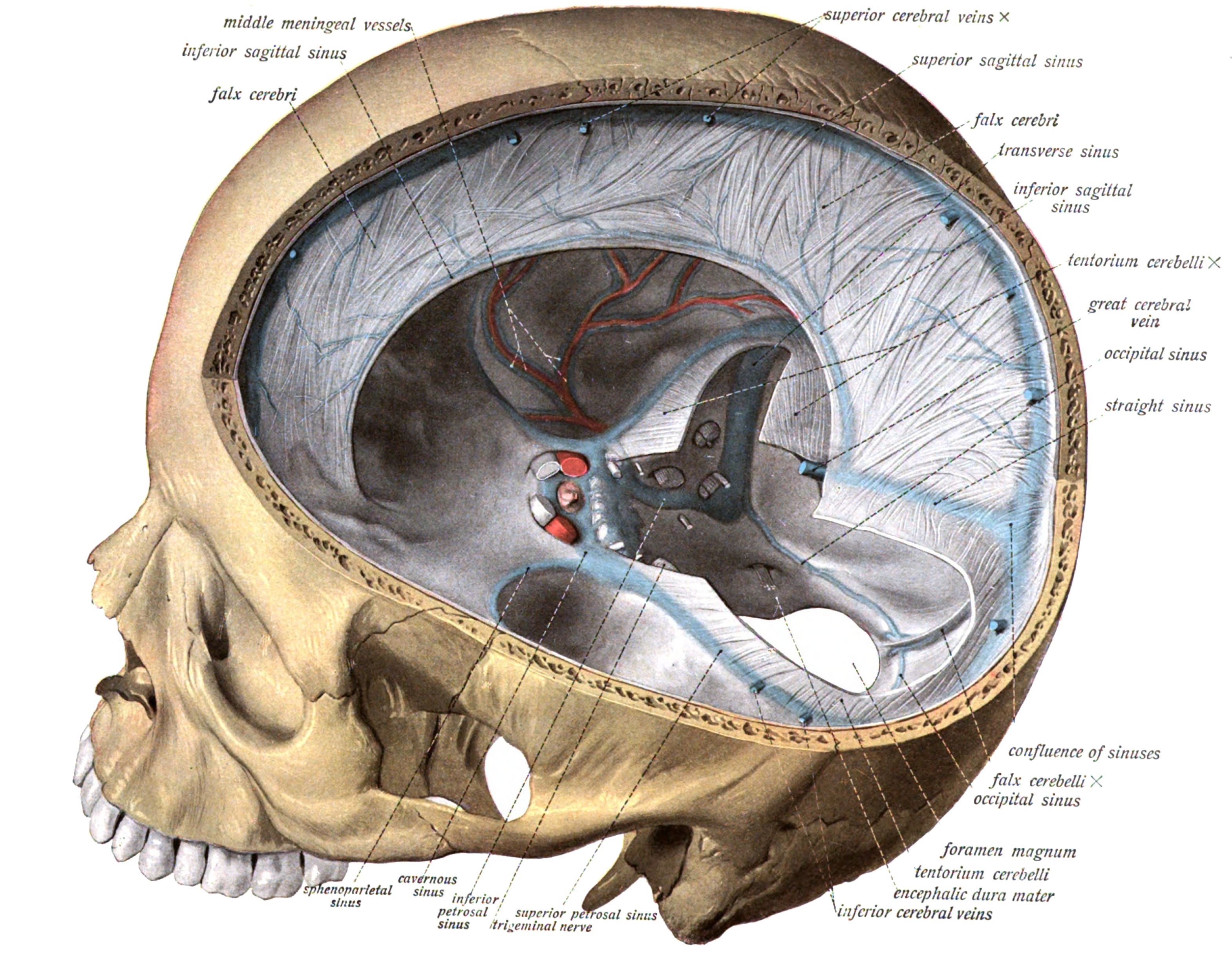
Representación anatómica del interior del cráneo humano.

La tienda del cerebelo es una lámina arqueada, elevada en el medio, y que se inclina hacia abajo hacia la circunferencia.
Cubre la superficie superior del cerebelo y soporta el lóbulo occipital del cerebro.
Su borde anterior es libre y cóncavo, y limita una gran apertura oval, la incisura tentorii, para la transmisión del pedúnculo cerebral.
Está unida posteriormente, por su borde convexo, a las crestas transversas sobre la superficie interna del hueso occipital, encerrando los senos transversos; delante, el ángulo superior de la parte petrosa del temporal de cada lado encerrando los senos petrosos superiores.
En el vértice de la parte petrosa del hueso temporal, se cruzan entre sí fijándose en la apófisis clinoides anterior y posterior respectivamente.
En el borde posterior de la línea media de la cara superior, se fija la hoz del cerebro, el seno recto se localiza en su punto de unión.

## Significado clínico
Clínicamente, la tienda es importante debido a que los tumores cerebrales se caracterizan frecuentemente como supratentoriales (Sobre la tienda) e infratentoriales (bajo la tienda). La localización del tumor puede ayudar a determinar el tipo de tumor, ya que cada uno aparece con distinta frecuencia en cada lugar. Además, la mayor parte de los tumores infantiles son infratentoriales, mientras que los tumores de la mayoría de los adultos son supratentoriales. La localización del tumor puede tener también un significado en el pronóstico.
Dado que la tienda es una estructura dura, si hay un volumen en expansión en la parénquima sobre la tienda, puede presionar el cerebro. Esto recibe el nombre de hernia y puede dar midriasis debido a que presiona el nervio oculomotor. La hernia tentorial es un síntoma serio, sobre todo porque puede presionar el tallo cerebral y aumentar aún más la presión intracraneal.

## Imágenes adicionales

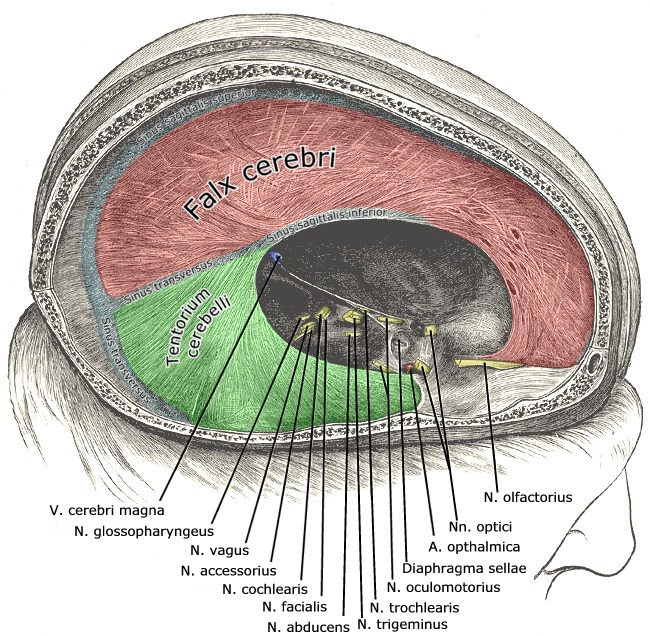
La duramadre y los pares cerebrales expuestos tras remover la mitad derecha del cráneo y el cerebro.
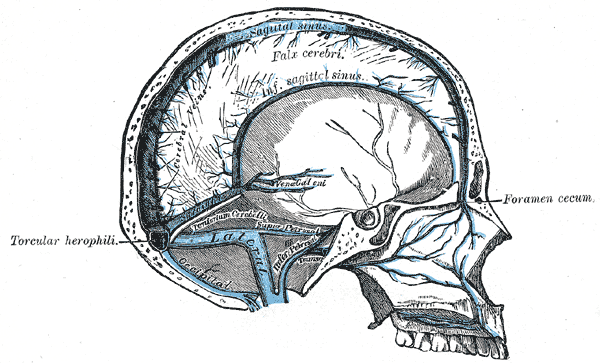
Sección sagital del cráneo, mostrando los senos de la duramadre.
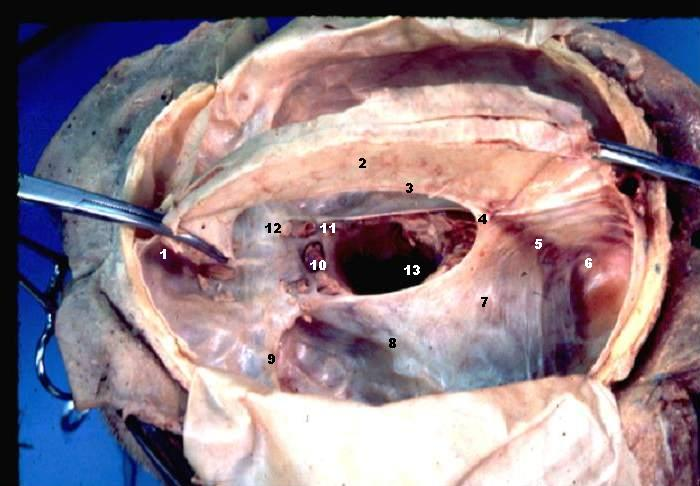
Duramadre del cerebro humano.
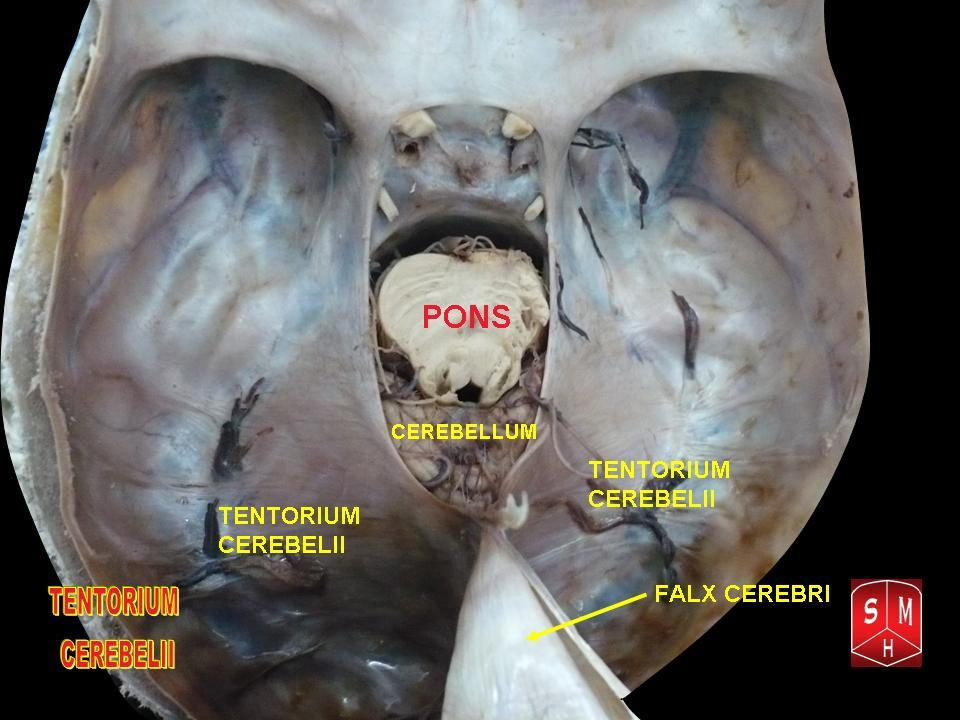
Tentorium cerebelli
Diagrama que muestra dónde se encuentra el tentorio en el cerebro.

- Datos: Q1089501
- Multimedia: Tentorium cerebelli / Q1089501